# Bibio thoracicus
Bibio thoracicus är en tvåvingeart som beskrevs av Thomas Say 1824. Bibio thoracicus ingår i släktet Bibio och familjen hårmyggor. Inga underarter finns listade i Catalogue of Life.